# Superior (Iowa)
Superior – miasto w Stanach Zjednoczonych, w stanie Iowa, w hrabstwie Dickinson. W 2000 roku liczyło 142 mieszkańców.